# Jorge Barreto
Jorge Barreto (Lima, Perú, 5 de febrero de 1945) es un exfutbolista peruano que se desempeñaba como defensa central. Jugó en Clubes de Colombia, Ecuador y Venezuela. Fue considerado en el proceso de la Selección Peruana para las eliminatorias a México 1970.

## Clubes
| Club              | País      | Año         |
| ----------------- | --------- | ----------- |
| Alianza Lima      | Perú      | 1965 - 1971 |
| Defensor Lima     | Perú      | 1972 - 1974 |
| Deportes Quindío  | Colombia  | 1975        |
| Audaz Octubrino   | Ecuador   | 1976        |
| Deportivo Junín   | Perú      | 1977        |
| Deportivo Galicia | Venezuela | 1978        |

## Palmarés
| Equipo        | País | Título           | Año  |
| ------------- | ---- | ---------------- | ---- |
| Alianza Lima  | Perú | Primera División | 1965 |
| Defensor Lima | Perú | Primera División | 1973 |